# 奥浄瑠璃
奥浄瑠璃（おくじょうるり）は、近世東北地方において盲法師（ボサマ）や巫覡の徒（修験・巫女・陰陽師）によって盛んにかたられた語り物文芸。仙台地方を中心に定着した浄瑠璃で、古浄瑠璃の面影を遺しつつ今日に至るまで伝承されている。御国浄瑠璃、仙台浄瑠璃とも。代表的演目に『田村三代記』がある。

## 概要
奥浄瑠璃においては、現在三味線が使用されるが、松尾芭蕉による『奥の細道』によると琵琶が使われたともいわれる。
伝承曲目中に『牛若東下り』『阿弥陀胸割』など、古浄瑠璃に近いのものもある。演奏は、冬期の農閑期に、部落、部落を巡って行なわれていたが、浪曲の隆盛とともにしだいに忘れられ、現在ではほとんど演奏されていない。なお、著名な奥浄瑠璃の伝承者として、北峰一之進（芸名精悦）がいる。
奥浄瑠璃は、1961年（昭和36年）3月31日付けで「記録作成等の措置を講ずべき無形文化財」に選択されている。